# Conocarpus erectus
El mangle botoncillo o mangle zaragoza (Conocarpus erectus) es un árbol de la familia Combretaceae que crece en las costas, en las regiones tropicales y subtropicales de todo el mundo, incluyendo Florida, las Bermudas, las Bahamas, el Caribe, Centroamérica y desde el sur de México hasta Brasil en la costa atlántica y de México a Ecuador en la costa del Pacífico, así como en África occidental, Melanesia y Polinesia. Es una de las dos especies de mangles pertenecientes al género Conocarpus.

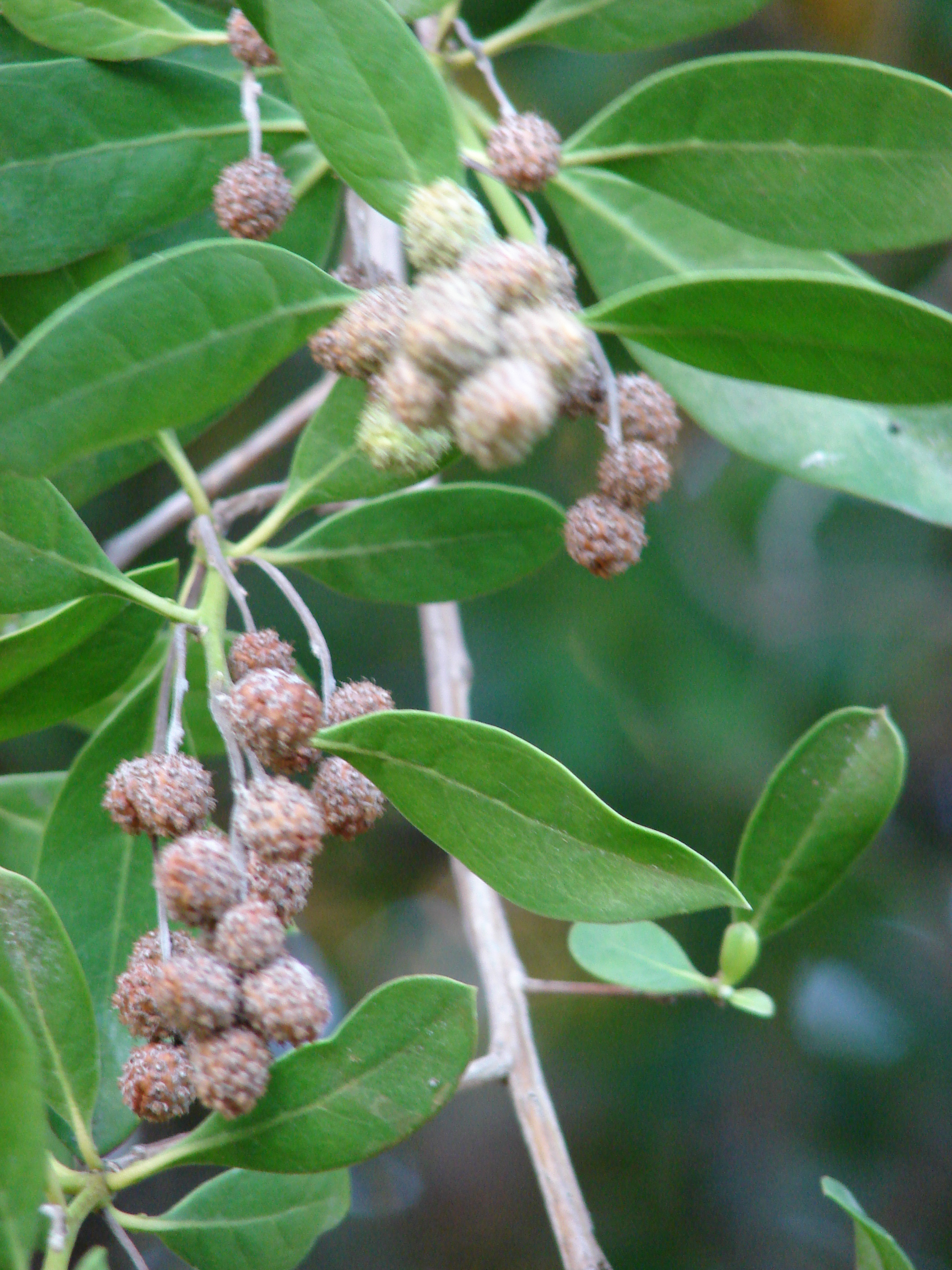
Detalle de la planta

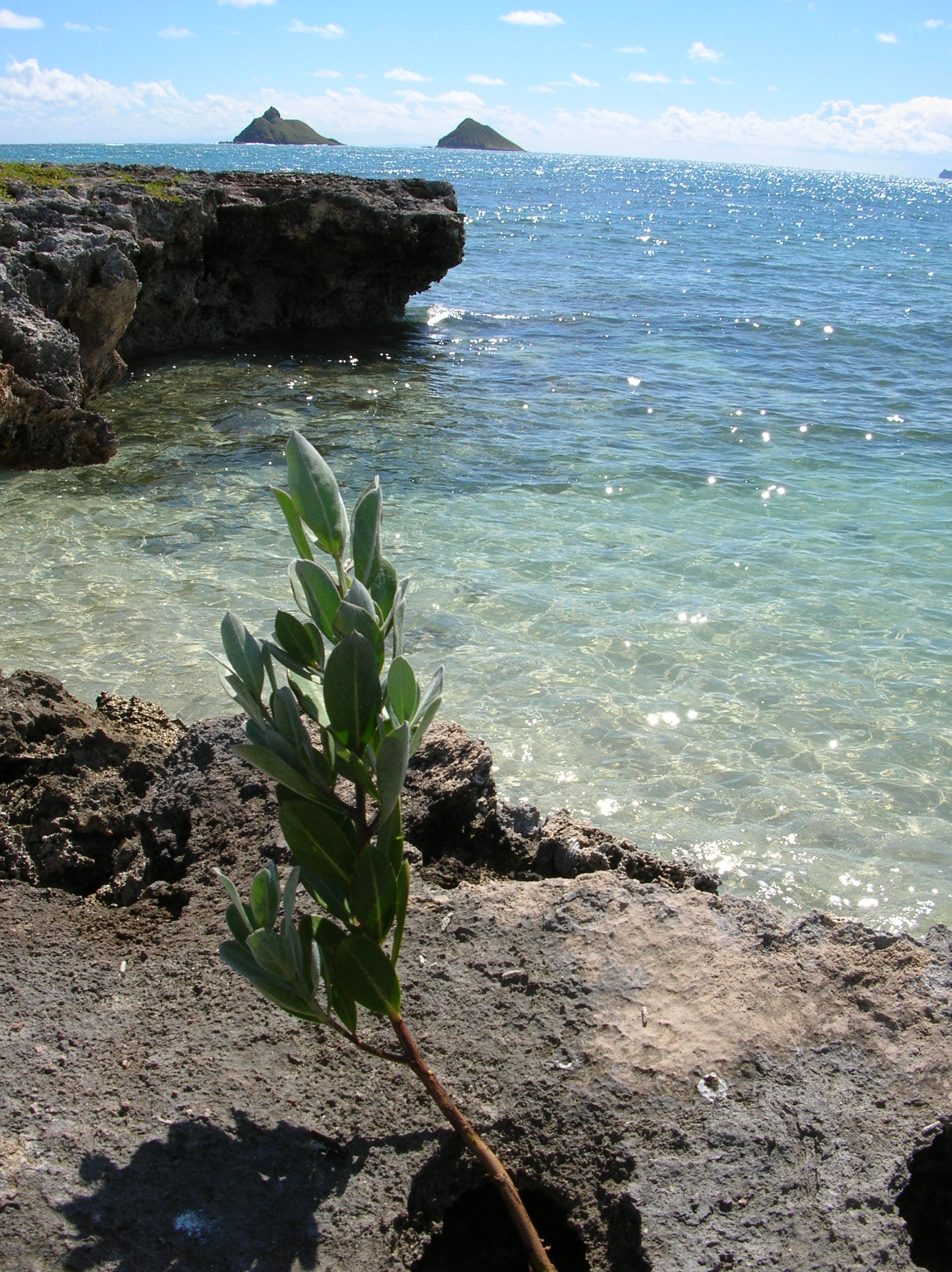
Vista de la planta

## Morfología
Es por lo general una forma densa de arbusto multi-troncal de entre 1 y 4 m de altura, pero puede crecer hasta convertirse en un árbol de hasta 20 m de altura o más, con un tronco de hasta 1 m de diámetro. La corteza es gruesa y tiene amplias placas delgadas, en una escala de color de gris a castaño. Las ramas son frágiles. Las hojas son alternas, simples y oblongas, de 2 a 7 cm de longitud (raramente de 10 cm de largo) y de 1 a 3 cm de ancho, con una disminución en la punta; son de color verde oscuro y brillante en el haz, y de tono pálido, con pelos finos y sedosos por el envés; la base de cada hoja tiene dos glándulas de sal.

## Reproducción
Las flores son de 5 a 8 mm de diámetro, sin pétalos, y se producen en pequeñas panículas. Las cabezas de semilla se rompen en la fase de madurez, y las semillas son dispersadas por el agua.

## Taxonomía
Conocarpus erectus fue descrito por Carlos Linneo y publicado en Species Plantarum 1: 176. 1753.
Sinonimia
- Conocarpus acutifolius Willd. ex Schult.
- Conocarpus procumbens L.
- Conocarpus sericeus J.R.Forst. ex G.Don
- Conocarpus sericeus (Griseb.) Jiménez
- Conocarpus supina Crantz[2]

## Nombres comunes
- Español: mangle zaragoza, mangle botón, yana.[3]
- geli del Perú[4]